# Isoperla fulva
Isoperla fulva är en bäcksländeart som beskrevs av Peter Walter Claassen 1937. Isoperla fulva ingår i släktet Isoperla och familjen rovbäcksländor. Inga underarter finns listade i Catalogue of Life.